# Piet Steenbergen
Pour les articles homonymes, voir Steenbergen (homonymie).
Piet Steenbergen (Rotterdam, 28 novembre 1928 - Rotterdam, 22 avril 2010) est un footballeur néerlandais. 
Steenbergen débute en 1948 dans la première équipe de Feyenoord. En 1950, il est un des premiers footballeurs néerlandais à jouer en France. Il joue jusqu'en 1952 avec Le Havre AC. Il retourne en Hollande en 1952 et joue avec Feyenoord jusqu'en 1959. 
Il porte à deux reprises le maillot des Oranje en 1950 et en 1955.